# Кадуш, Давид
Давид Кадуш (фр. David Kadouch; род. 1985) — французский пианист и камерный музыкант.

## Биография
Родился 7 декабря 1985 года в Ницце.
Обучение игре на фортепиано начал в консерватории родного города и с 14 лет продолжил в Парижской консерватории у Жака Рувье. Затем перешёл в Мадридскую Escuela Superior de Música Reina Sofía в класс Дмитрия Башкирова. Кроме того, Давид посещал мастер-классы у Даниэля Баренбойма, Мюррея Перайя, Марии Пиреш, Маурицио Поллини, Стивена Ковачевича и Элисо Вирсаладзе.
В 13 лет выиграл конкурс молодых талантов в Милане, затем был приглашен Ицхаком Перлманом для выступления в совместном концерте в Нью-Йорке. В 2005 году Давид занял третье место на международном конкурсе International Telekom Beethoven Competition Bonn в Бонне, а в 2009 году стал четвёртым в международном конкурсе пианистов в Лидсе.
В 2010 году Кадуш был удостоен звания лучшего музыканта классической музыки в номинации «Юные таланты» и в 2011 году — премии International Classical Music Awards (ICMA) как «Юный артист года».
Гастролирует по разным странам мира. Был с концертами в Москве. В июле 2016 года стал участником Международного музыкального фестиваля «БЕЗУМНЫЕ ДНИ» в Екатеринбурге.